# Bilal Said Al-Azma
Bilal Said Mabrouk Al-Azma (in arabo بلال سعيد مبروك•العظمة‎?; 23 febbraio 1955) è un ex velocista ed ex lunghista saudita.

## Biografia
Fu portabandiera per il suo paese alla cerimonia di apertura dei Giochi olimpici di Monaco di Baviera 1972 in occasione della prima partecipazione dell'Arabia Saudita ai Giochi olimpici. In quell'edizione dei Giochi prese parte alle gare del salto in lungo e della staffetta 4×100 metri. 